# 스윙파이어

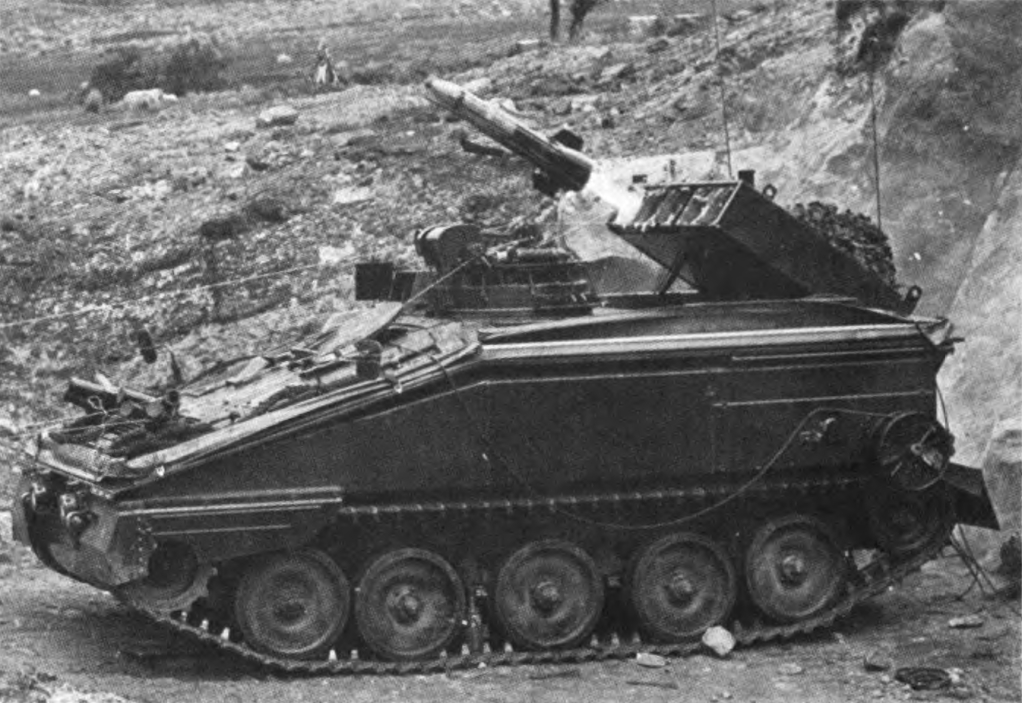
스트라이커에서 발사되는 스윙파이어

스윙파이어(Swingfire)는 1960년대에 개발되어 1966년부터 1993년까지 생산된 영국의 유선 유도 대전차 미사일이다. 이 이름은 발사 후 최대 90도까지 빠르게 회전하여 조준 장치 라인에 도달할 수 있는 능력을 의미한다. 이는 발사체를 숨길 수 있고 조작자는 휴대용 조준경을 사용하여 더 유리한 발사 위치에 멀리 배치할 수 있음을 의미한다.
스윙파이어는 1969년에 운영을 시작했으며 서비스 기간 동안 몇 가지 주요 업그레이드를 거쳤다. FV438, FV102를 포함한 여러 차량과 랜드로버 및 페럿 장갑차를 포함한 여러 트럭 장착 장치에 사용되었다. 헬리콥터, 전차, 심지어 호버크래프트에 적용하는 개념은 아무데도 없었다. 스윙파이어는 2005년 휴대용 미사일을 위해 퇴역할 때까지 FV102 스트라이커에서 계속 운용되었다.

## 같이 보기
- CVR(T)